# 广东蔷薇
广东蔷薇（学名：Rosa kwangtungensis）为蔷薇科蔷薇属下的一个种。

## 扩展阅读
- 維基物種上的相關：广东蔷薇